# 藤川繁久
藤川 繁久（ふじかわ しげひさ）は香川県観音寺市在住の日本のアマチュア天文家。
同じくアマチュア天文家でレンズ研磨師の中順三郎が作成した口径12cmと16cmの反射望遠鏡を用いた眼視観測や、2000年代に入ってからはPENTAXの6×7一眼レフカメラレンズ(F2.4 f105mm)や自作F3.5 f120mmレンズとビットランの冷却CCDカメラBJ-45LやBN-51LNを三鷹光器GNL-26型赤道儀に載せての掃天観測を行い続けている。
1968年以来の50年以上の間に10個の彗星を発見し、うち7個に自身の名が付けられるなど彗星探索家として知られる。
1978年10月10日にはウィリアム・デニングが1881年に発見しその後行方不明となっていたデニング彗星を再発見し、この彗星は72P デニング・藤川彗星と呼ばれるようになった。2000年代に入り、この彗星の17～18等級という悪条件の回帰を捉えるために長谷川一郎より助言を受けたことがきっかけで冷却CCDカメラを導入した。
また新星もこれまでに、2012年のいっかくじゅう座V959、2015年のへびつかい座V2949といて座V5850、2016年のさそり座V1656、2019年のオリオン座V2860、2020年のいて座V6568の6個を発見している。ほかにも矮新星も複数発見している。
2018年には環境省より香川県高松市大会において「星空の街・あおぞらの街」全国協議会より第30回協議会会長賞個人賞を受賞した。
| C/1968 H1 多胡・本田・山本彗星                                   | 1968年4月30日  | [1] |
| C/1968 N1 本田彗星                                               | 1968年7月6日   | [1] |
| C/1969 P1 藤川彗星                                               | 1969年8月12日  |     |
| C/1970 B1 大道・藤川彗星                                         | 1970年1月27日  |     |
| C/1975 T1 森・佐藤・藤川彗星                                     | 1975年10月5日  |     |
| 72P デニング・藤川彗星                                           | 1978年10月9日  | [2] |
| C/1983 J1 菅野・三枝・藤川彗星                                   | 1983年5月8日   |     |
| C/1988 P1 マックホルツ彗星                                       | 1988年8月8日   | [1] |
| C/2002 X5 工藤・藤川彗星                                         | 2002年12月14日 |     |
| C/2018 V1 マックホルツ・藤川・岩本彗星                           | 2018年11月7日  |     |
| - [1] 通報が遅れたか3番目までに発見者になれず非命名 - [2] 再発見 |                |     |